# Siegmund Schlichting
Siegmund Schlichting (* 4. Januar 1853 in Isinger, Kreis Pyritz; † 5. April 1924 in Stettin) war ein deutscher Komponist. Er komponierte die Stettiner Kreuzpolka.

## Leben
Siegmund Schlichting war ein Sohn des späteren Superintendenten Karl Ferdinand Schlichting. Die Familie zog bald nach Beyersdorf um, wo er zur Schule ging. Ab 1862 besuchte er das Gymnasium in Pyritz. Bei Ausbruch des Deutsch-Französischen Krieges ging er als Freiwilliger zum Stargarder Ersatzbataillon und nahm als Angehöriger der Besatzungsarmee am Krieg teil. Nach Kriegsende nahm er eine Lehrstelle in einer Stettiner Buchhandlung an. Er arbeitete nach der Lehre zeitweise in einer Kieler Buchhandlung und in der Schweriner Hofmusikalienhandlung. 
Als seine Mutter starb, kehrte er für längere Zeit nach Beyersdorf zurück. Hier komponierte er 1879 – nach Angaben des Verlages 1882 – seine Beyersdorfer Kreuzpolka, die zunächst auf einem Dorffest in Beyersdorf, bald in den umliegenden Ortschaften aufgeführt wurde. Im Januar 1883 wurde die Partitur vom Stettiner Verlag Paul Witte unter dem Titel Stettiner Kreuzpolka herausgegeben. Das Stück wurde in Mitteleuropa sehr populär und fand, mit regional unterschiedlichen, zum Teil drastischen Texten versehen, vielfache Verbreitung. Eine der bekanntesten Imitationen des Tanzes ist die 1887 erschienene Berliner Kreuzpolka von Rudolf Daase mit dem Text von A. Schmarsow „Siehst du wohl, da kimmt er“.
Ab 1880 arbeitete Siegmund Schlichting für die Lebensversicherung Germania in Stettin. Zu deren 50-jährigem Jubiläum komponierte er einen Festmarsch. 1913 ging er wegen eines Augenleidens in den Ruhestand. Er arbeitete aber während des Ersten Weltkriegs erneut für die Versicherung.